# Isoneuromyia semirufa
Isoneuromyia semirufa is een muggensoort uit de familie van de Keroplatidae. De wetenschappelijke naam van de soort is voor het eerst geldig gepubliceerd in 1818 door Meigen.